# We Made It (canção)
"We Made It" é uma música do cantor inglês Louis Tomlinson. Foi lançado em 24 de outubro de 2019, e o terceiro single de seu primeiro álbum de estúdio, Walls (2020).

## Recepção crítica
Claire Shaffer, da Rolling Stone, descreveu a música como "Britpop-tiped", com letras que mostram "Tomlinson refletindo sobre um relacionamento difícil, expressando orgulho em como eles conseguiram superar as dificuldades". Ao escrever para a MTV, Patrick Hosken disse que em Tomlinson canta "algumas de suas letras mais pessoais até agora" na faixa.

## Vídeo musical
O videoclipe foi dirigido por Charlie Lightening e lançado em 24 de outubro junto com a música, e mostra Tomlinson cantando enquanto um casal "supera um obstáculo" em seu relacionamento ", ambientado em imagens de romance de verão".  Tomlinson chamou o vídeo de "mais cinematográfico" do que o de seu single anterior, "Kill My Mind".

## Apresentações ao vivo
Em 28 de outubro de 2019, Tomlinson apresentou a música pela primeira vez no The Late Late Show com James Corden.

## Históricos de lançamentos
| Região         | Data                  | Formato                    | Gravadora | Ref.   |
| -------------- | --------------------- | -------------------------- | --------- | ------ |
| Mundo          | 24 de outubro de 2019 | Download digital streaming | Arista    | [ 6 ]  |
| Estados Unidos | 4 de novembro de 2019 | Hot adult contemporary     | Arista    | [ 15 ] |
| Estados Unidos | 5 de novembro de 2019 | Top 40 radio               | Arista    | [ 16 ] |